# Liên họ Người
Liên họ Người (danh pháp khoa học: Hominoidea) là một liên họ gồm hai họ "khỉ không đuôi dạng người" hay "vượn dạng người" (tiếng Anh: ape còn được gọi là khỉ hay khỉ không đuôi) đang tồn tại là Hominidae (họ Người) và Hylobatidae (họ Vượn), và có thể bao gồm cả bốn họ tuyệt chủng trong tiểu bộ Catarrhini, bộ Linh trưởng.

## Phân loại
Tiểu bộ Khỉ mũi hẹp
1. Liên họ Cercopithecoidea
  1. Họ Cercopithecidae: Khỉ Cựu thế giới
2. Liên họ Hominoidea[1]
  1. Họ †Chororapithecus cũng được cho là thuộc họ Hominidae
  2. Họ Hylobatidae: vượn
    1. Chi †Bunopithecus: †Bunopithecus sericus
    2. Chi Hylobates
      1. Hylobates agilis: Vượn tay đen
      2. Hylobates albibarbis: Vượn râu trắng Borneo
      3. Hylobates klossii: Vượn Kloss, vượn Mentawai hay Bilou
      4. Hylobates lar: Vượn tay trắng
      5. Hylobates moloch: Vượn bạc
        1. H. moloch moloch: Vượn bạc miền tây hay vượn Java miền tây
        2. H. moloch pongoalsoni: Vượn bạc miền đông hay vượn Trung Java

      6. Hylobates muelleri: Vượn Borneo Müller
        1. H. muelleri muelleri: Vượn xám Müller
        2. H. muelleri abbotti: Vượn xám Abbott
        3. H. muelleri funereus: Vượn xám miền bắc

      7. Hylobates pileatus: Vượn pilê

    3. Chi Hoolock
      1. Hoolock hoolock: Vượn mày trắng miền tây
      2. Hoolock leuconedys: Vượn mày trắng miền đông

    4. Chi Nomascus: Vượn mào
      1. Nomascus annamensis: Vượn mào đen má hung Trung bộ
      2. Nomascus concolor: Vượn đen tuyền tây bắc
        1. N. concolor concolor: Bắc Bộ, Việt Nam
        2. N. concolor lu: Lào
        3. N. concolor jingdongensis: Trung Vân Nam
        4. N. concolor furvogaster: Tây Vân Nam

      3. Nomascus nasutus: Vượn đen Đông Bắc
        1. N. nasutus hainanus: Vượn mào đen Hải Nam
        2. N. nasutus nasutus: Vượn Cao Vít

      4. Nomascus siki: Vượn Siki hay vượn má trắng phương nam
      5. Nomascus leucogenys: Vượn đen má trắng
      6. Nomascus gabriellae: Vượn đen má hung

    5. Chi Symphalangus
      1. Symphalangus syndactylus: Vượn ngón chân hợp

  3. Họ Hominidae: khỉ dạng người loại lớn
    1. Chi Pongo: đười ươi
      1. Pongo pygmaeus: Đười ươi Borneo
      2. Pongo abelii: Đười ươi Sumatra

    2. Chi Gorilla: gôrila, khỉ đột, đại tinh tinh
      1. Gorilla gorilla
      2. Gorilla beringei

    3. Chi Homo: người
      1. Homo sapiens: người

    4. Chi Pan: tinh tinh, hắc tinh tinh
      1. Pan troglodytes: Tinh tinh thông thường
      2. Pan paniscus: Tinh tinh lùn
      3. Vượn Bili, mới phát hiện, chưa phân loại

  4. Họ †Proconsulidae
  5. Họ †Pliobatidae
  6. Chưa rõ ràng

## Hình ảnh

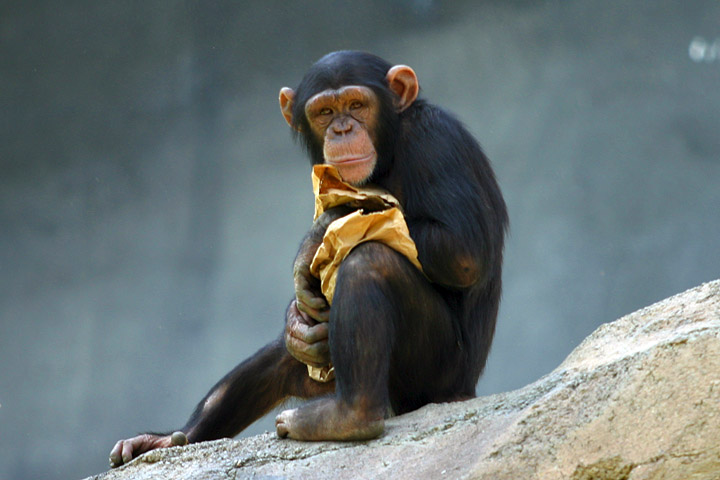
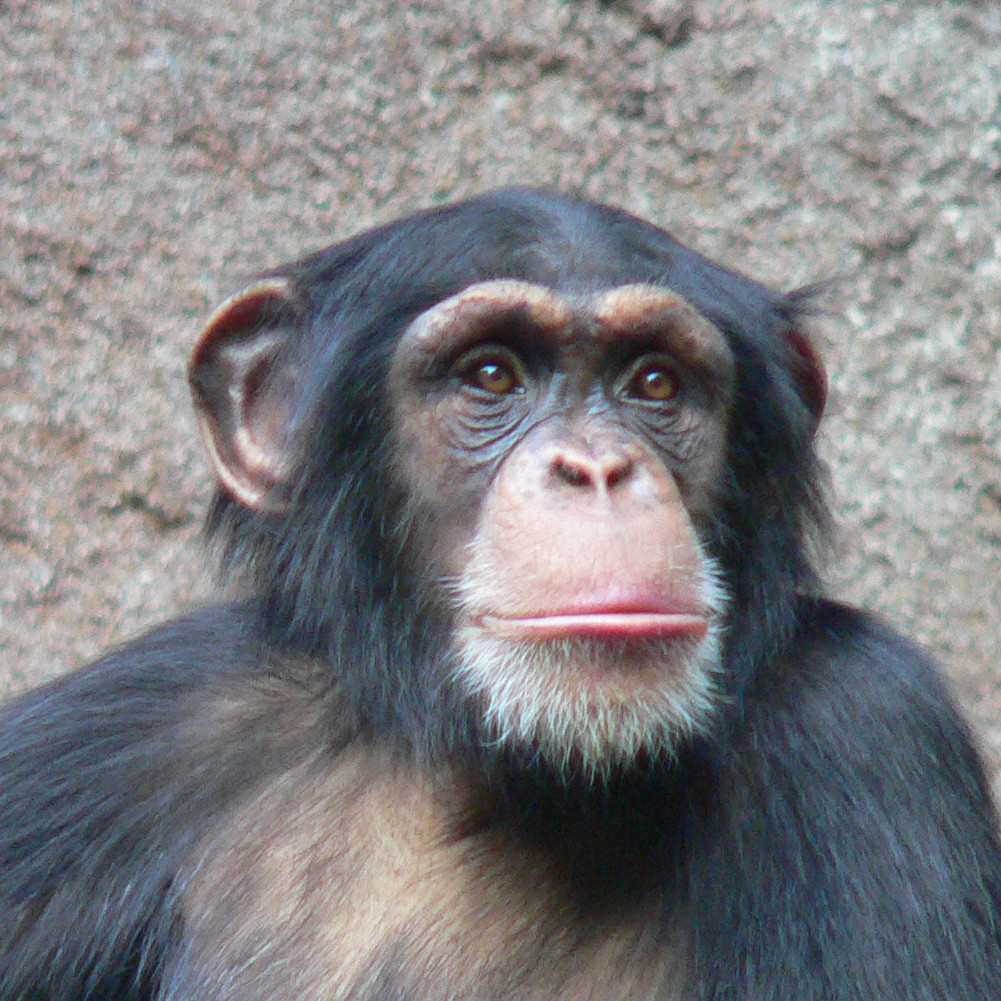
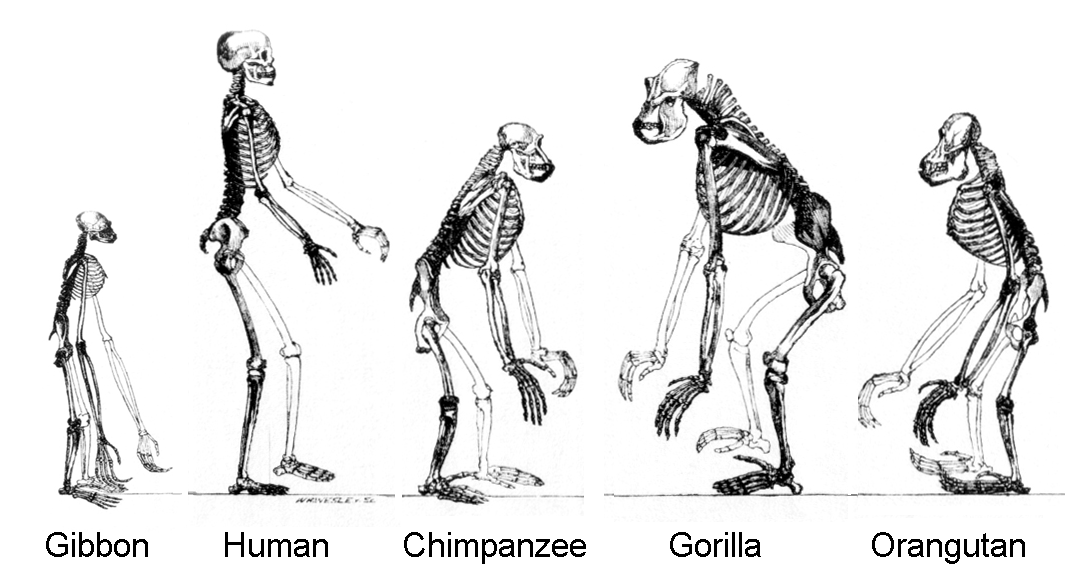
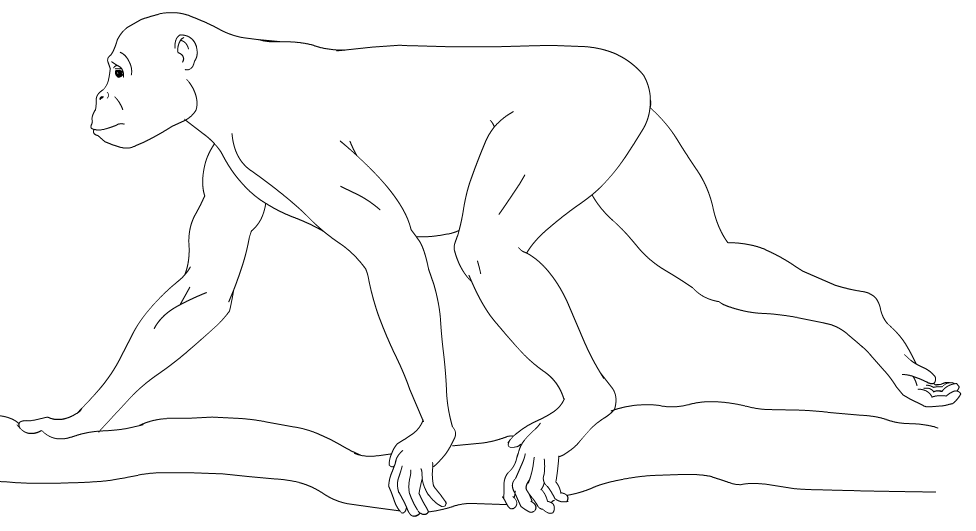